# Dusona parallela
Dusona parallela là một loài tò vò trong họ Ichneumonidae.